# Cmentarz Wojenny Wspólnoty Brytyjskiej w Poznaniu

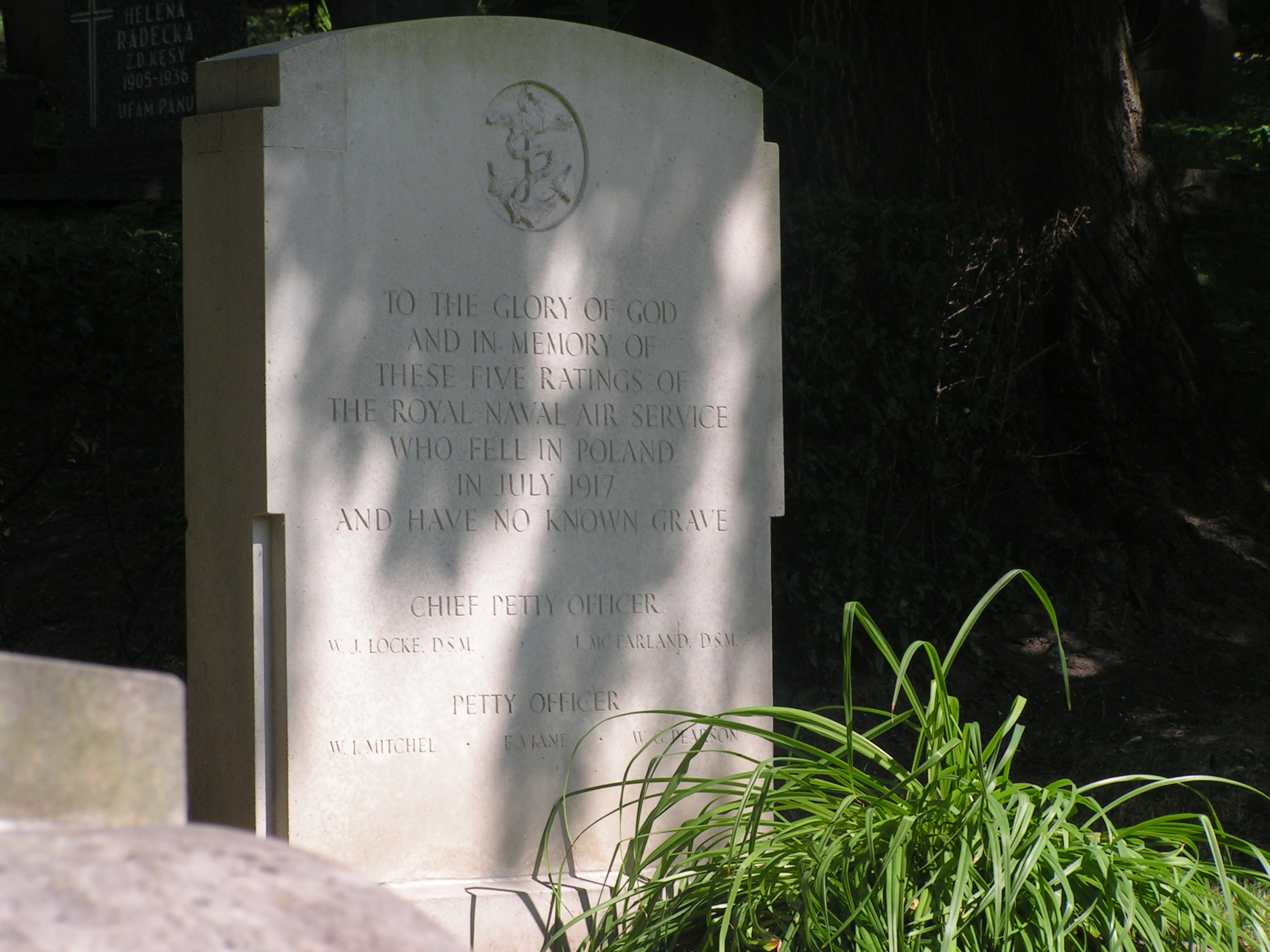

Cmentarz Wojenny Wspólnoty Brytyjskiej – cmentarz w Poznaniu, położony na południowych stokach Fortu Winiary (Park Cytadela). Cmentarz ma status cmentarza wojennego, zgodnie z obowiązującą wciąż ustawą o grobach i cmentarzach wojennych z 28 marca 1933 r.

## Historia
Cmentarz został założony w 1925 roku, na fragmencie cmentarza garnizonowego (tzw. starogarnizonowego). Po zakończeniu I wojny światowej groby brytyjskich żołnierzy odnaleziono w 28 miejscach Polski dlatego Brytyjczycy postanowili przenieść je na utworzony w tym celu cmentarz w Poznaniu. Był to jedyny obiekt utworzony przez Komisje Grobów Wojennych Imperium Brytyjskiego (dziś: Komisja Grobów Wojennych Wspólnoty Narodów) na terenie Polski przed 1939 rokiem.
15 września 1987 cmentarz odwiedził Bernard Weatherill przewodniczący brytyjskiej Izby Gmin.

## Wygląd
Centralne miejsce zajmuje Krzyż Ofiarności. Wyższą część zajmują w większości groby z I wojny światowej. Niższą z kolei zajmują wyłącznie groby z II wojny światowej. Cały teren jest obsiany trawą, przed wapiennymi stelami posadzone są kwiaty i rośliny ozdobne, wszystko zgodnie ze standardami Commonwealth War Graves Commission.

## Żołnierze pochowani na cmentarzu
Na cmentarzu wojennym pochowano lub upamiętniono symbolicznie 476 żołnierzy. Wśród nich prochy 48 uczestników Wielkiej Ucieczki z Stalag Luft III, spośród 50 zamordowanych przez Niemców po ich ujęciu.
Na terenie obiektu znajduje się także tzw. "Poznan Memorial", upamiętniający 5 żołnierzy Royal Naval Air Service z "Russian Armoured Cars", którzy polegli na froncie wschodnim pod Brzeżanami (obecnie – Ukraina) w 1917 r., walcząc po stronie sojuszniczego rosyjskiego Rządu Tymczasowego. Jest to niewielki pomnik, usytuowany przy północnym skraju cmentarza. W ewidencji CWGC jest wyodrębniony jako osobny obiekt.

### Żołnierze z Polski
Na tym cmentarzu jest pochowanych 16 polskich żołnierzy walczących w armii brytyjskiej podczas II wojny światowej, w tym 13 polskich lotników.
| Imię              | nazwisko         | data śmierci     | stopień             | uwagi                                                 |
| ----------------- | ---------------- | ---------------- | ------------------- | ----------------------------------------------------- |
| Henryk            | Foyer            | 15 września 1943 | sierżant            | lotnik                                                |
| Karol Piotr       | Gębik            | 15 września 1943 | porucznik           | lotnik                                                |
| Wiktor            | Jabłoński        | 15 września 1943 | starszy sierżant    | lotnik                                                |
| Franciszek Józef  | Jakusz-Gostomski | 15 września 1943 | kapitan             | lotnik                                                |
| Antoni Władysław  | Kiewnarski       | 30 marca 1944    | major               | lotnik, uczestnik Wielkiej Ucieczki z Stalag Luft III |
| Włodzimierz Adam  | Kolanowski       | 31 marca 1944    | porucznik nawigator | lotnik, uczestnik Wielkiej Ucieczki z Stalag Luft III |
| Stanisław Zygmunt | Król             | 12 kwietnia 1944 | podporucznik        | lotnik, uczestnik Wielkiej Ucieczki z Stalag Luft III |
| Zdzisław          | Kuczkowski       | 15 września 1943 | sierżant            | lotnik                                                |
| Ludwik Henryk     | Misiak           | 15 września 1943 | sierżant            | lotnik                                                |
| Jerzy Tomasz      | Mondschein       | 29 marca 1944    | porucznik           | lotnik, uczestnik Wielkiej Ucieczki z Stalag Luft III |
| Kazimierz         | Pawluk           | 31 marca 1944    | porucznik           | lotnik, uczestnik Wielkiej Ucieczki z Stalag Luft III |
| Paweł Wilhelm     | Tobolski         | 2 kwietnia 1944  | porucznik           | lotnik, uczestnik Wielkiej Ucieczki z Stalag Luft III |
| Kazimierz         | Pacut            | 15 września 1943 | starszy sierżant    | 27 lat                                                |
|                   | Lewko            | 15 września 1943 | podporucznik        | 24 lata                                               |